# Wishbone Ridge
Wishbone Ridge ist ein in der Aufsicht Y-förmiger Gebirgskamm in der antarktischen Ross Dependency. Er zweigt 3 km östlich des Morris Peak in nordöstlicher Richtung vom Hauptkamm der Duncan Mountains an der Amundsen-Küste ab.
Die deskriptive Benennung erfolgte auf Vorschlag des US-amerikanischen Geologen Edmund Stump (* 1946), der als Teil einer Mannschaft der Ohio State University im Rahmen des United States Antarctic Research Program am 21. Dezember 1974 an der geologischen Kartierung beteiligt war. Durch seine Y-Form erinnert der Gebirgskamm an das Gabelbein (englisch wishbone) eines Vogelskeletts.